# AV Athlos
AV Athlos is een atletiekvereniging, die is gevestigd in Sportpark de Strokel te Harderwijk. De vereniging is officieel lid van de Atletiekunie en behoort tot de atletiekregio IJsseldelta. In dit sportpark zijn ook tennisvereniging Strokel, voetbalvereniging VVOG en wielervereniging WV NoordVeluwe gevestigd.
De atleten beoefenen verschillende disciplines van de atletiek: de pupillen maken spelenderwijs kennis met alle facetten, de junioren trainen de loopnummers op de baan en de diverse technische nummers als hoog- en verspringen, speer- en discuswerpen, kogelstoten enz. Junioren, senioren en veteranen nemen deel aan competitie- en instuifwedstrijden.
Naast de wedstrijdatleten is er een grote groep recreanten, die zich vooral bezighoudt met de wegatletiek op langere afstanden tot en met de marathon. Ook deze atleten trainen serieus en nemen deel aan wegwedstrijden zoals trimlopen en hele en halve marathons.

## Tenue
Het clubtenue bestaat uit een zwarte broek met een groen shirt, met het logo van de vereniging op de borst.

## Accommodatie
- 1 400 meterbaan met zes lanen
- 2 hoogspringmatten
- 1 polsstokhoogspringmat
- 1 discus-/kogelslingerkooi
- 1 kogelstootbak
- 1 speerwerp-/balwerpaanloop
- 2 verspringbakken
- 2 hinkstapspringbakken
- 1 steeplechase waterbak

## Bekende (oud-)atleten
- Raimo Westerhof
- Monique Jansen